# Arnolfo di Cambio

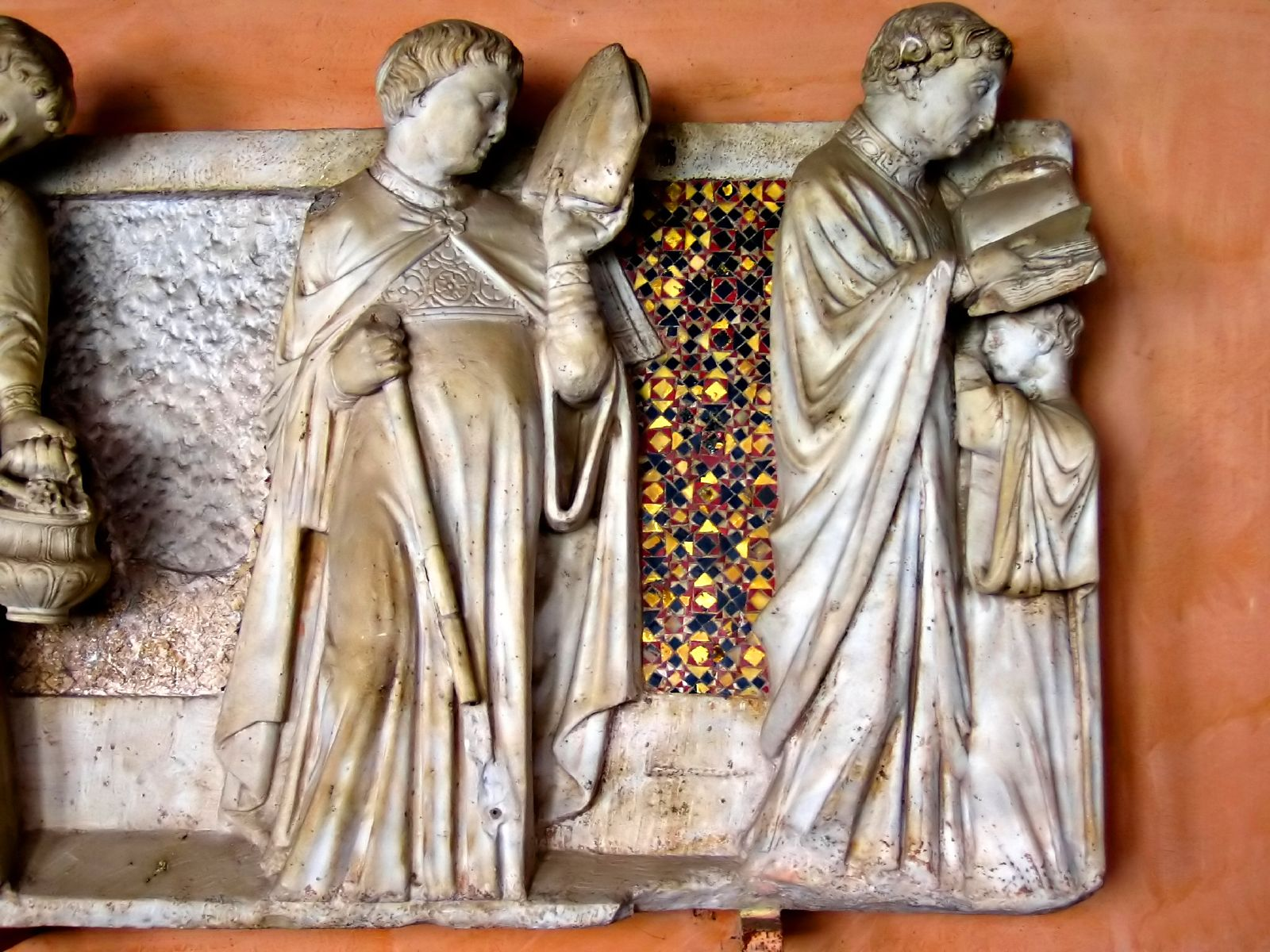
Arnolfo di Cambio – Riccardo degli Annibaldis grav

Arnolfo di Cambio, född cirka 1245 i Colle di Val d'Elsa, Toscana, död cirka 1302 i Florens, var en italiensk arkitekt och skulptör. Han var medhjälpare till Nicola Pisano.

## Biografi
Arnolfo di Cambrio var verksam i Florens där han gjorde upp planen till ”den mäktigaste av alla tiggarordenkyrkor”, franciskanernas Basilica di Santa Croce di Firenze, som påbörjades 1295 och fullbordades långt efter hans död (invigd 1442). Den är byggd som en treskeppig basilika i italienskt modifierad gotik med stark betoning på rummets vidd. På grund av mittskeppets enastående bredd, över 19 meter, har i stället för valv måst användas en öppen takstol, vilket dock ej stör interiörens egenartade skönhet.
Kort efter Santa Croses grundläggning erhöll Arnolfo ett ännu större uppdrag, byggandet av en ny domkyrka för Florens, Santa Maria del Fiore, på vars västparti han arbetade från 1296 till sin död. Hans dispositioner ändrades emellertid senare, först av långhusets arkitekt F. Talenti, som ökade arkadintervallet och över mittskeppet slog kvadratiska ribbvalv av hittills osedd spännvidd. Östpartiet, en rik centralanläggning, fullbordades på 1420- och 1430-talen och kröntes med Brunellescos berömda kupol. Trots de stora måtten blev interiören mindre imponerande än Santa Croces, mörk och stämningslös. Exteriören ger däremot ett präktigt intryck, betraktad från sidan.
Även en välbekant florentinsk profanbyggnad, rådhuset (Palazzo Vecchio), torde, vad dess medeltidstunga yttre beträffar, väsentligen återgå på Arnolfos ritningar.
Arnolfo di Cambios staty av Karl av Anjou (cirka 1277) var den första porträttstatyn av en namngiven konstnär efter antiken. Han utförde även skulpturella dekorationer på fasaden till Santa Maria del Fiore.